# M.2

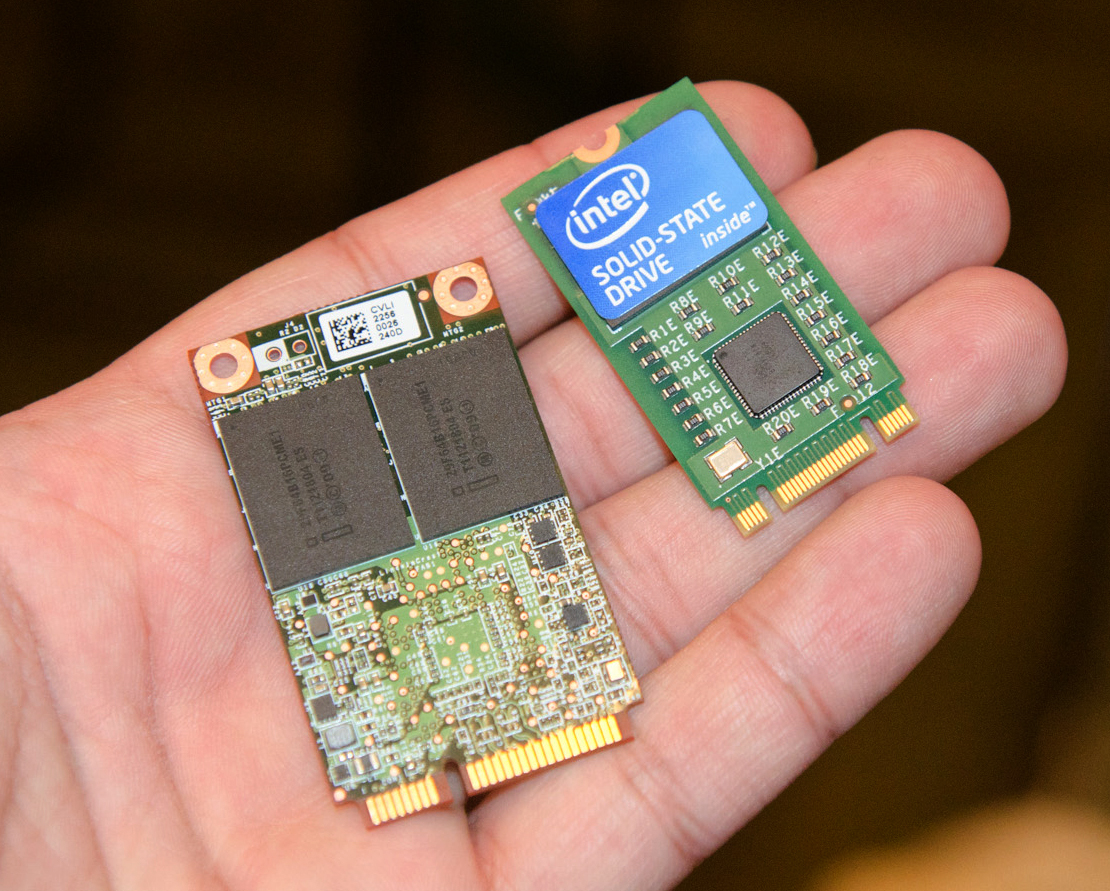
Сравнение размеров твердотельного флеш-накопителя (SSD) формата mSATA (слева) и формата M.2 (справа; размер 2242, ключ B и M).

M.2, первоначальное название — Next Generation Form Factor (NGFF) — спецификация компактных компьютерных плат расширения и их разъёмов.
Стандарт M.2 допускает разнообразные размеры модулей, как по ширине, так и по длине. Формат M.2 может использоваться для разных устройств, работающих с шиной PCIE. Наиболее часто он используется в компактных твердотельных накопителях (SSD на базе флеш-памяти), устанавливаемых в малогабаритные компьютеры (ультрабуки, планшеты).
SSD с интерфейсом M.2 похожи на SSD с интерфейсом mSATA форм-фактора Mini PCI-E, но отличаются меньшими размерами.
Интерфейсы, выведенные на разъём M.2, являются надмножеством интерфейса PCI Express. Платы M.2 могут иметь различные ключевые вырезы для обозначения конкретного варианта используемого интерфейса.

## Возможности

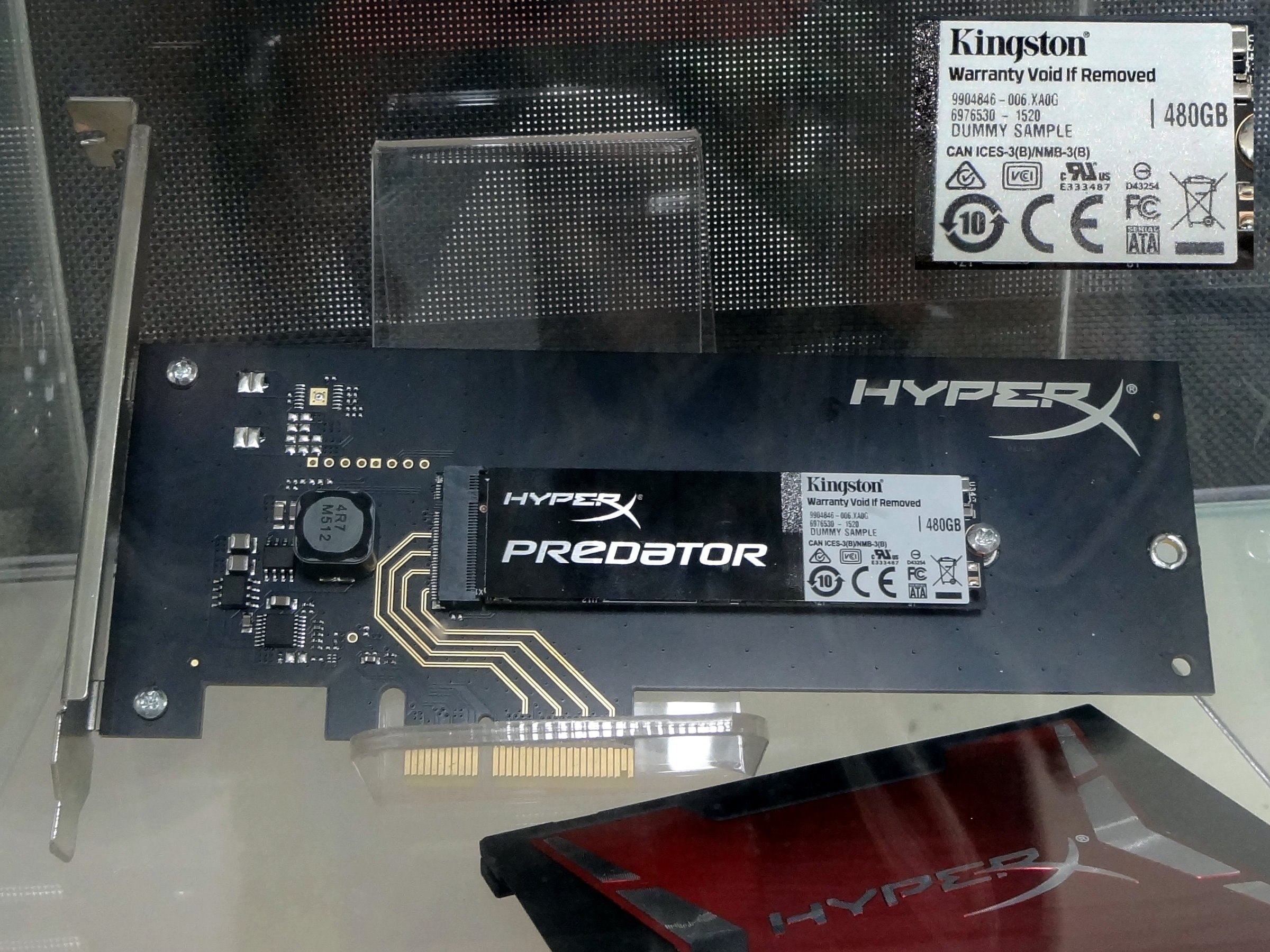
SSD-накопитель M.2 форм-фактора 2280, ключ M, установленный в пассивный переходник HHHL для слота PCI-express 4x

Карты расширения M.2 могут предоставлять различные функции, например: Wi-Fi, Bluetooth, спутниковая навигация, NFC-радиосвязь, цифровое радио, Wireless Gigabit Alliance (WiGig), Wireless WAN (WWAN). В виде модулей M.2 часто изготавливают быстрые и компактные твердотельные флеш-накопители (SSD). На разъём M.2 выводятся шины PCI Express (версии 3.0, 4.0, 5.0), Serial ATA 3.0 и USB 3.0 (включая обратную совместимость с USB 2.0). Спецификация SATA 3.2 по состоянию на август 2013 определила формат SATA M.2 для носителей информации.
В составе M.2 реализован PCI Express 4x (4 линии) и один порт SATA 3.0 со скоростью до 6 Гбит/с, поэтому в форм-факторе M.2 могут быть реализованы как устройства PCI Express, так и накопители SATA. Используется стандартный PCI Express без каких-либо дополнительных слоёв абстракции. Группа PCI-SIG выпустила спецификацию M.2 версии 1.0 в декабре 2013 года.
Для карт расширения M.2 доступно три варианта реализации логического интерфейса и набора команд:
Legacy SATA
Используется для SSD с SATA интерфейсом, драйвером AHCI и скоростями до 6,0 Гбит/с (SATA 3.0)
PCI Express с использованием AHCI
Используется для SSD с интерфейсом PCI Express и драйвером AHCI (для совместимости с большим количеством операционных систем). Из-за использования AHCI производительность может быть несколько ниже оптимальной (получаемой с NVMe), так как AHCI был разработан для взаимодействия с более медленными накопителями с медленным последовательным доступом (например HDD), а не для SSD с быстрым случайным доступом.
PCI Express с использованием NVMe
Используется для SSD с интерфейсом PCI Express и высокопроизводительным драйвером NVMe, созданным для работы с быстрыми флеш-накопителями. NVMe был разработан с учётом низких задержек и параллелизма SSD с интерфейсом PCI Express. NVMe лучше использует параллелизм в управляющем компьютере и программном обеспечении, требует меньше стадий при передаче данных, предоставляет более глубокую очередь команд и более эффективную обработку прерываний.

## Форм-фактор и ключи
В сравнении с mSATA, который использует форм-фактор Mini PCI-E, M.2 занимает меньше места и по толщине, и по площади, крепится одним винтом вместо двух, кроме того в M.2 возможны более длинные модули и двухстороннее размещение компонентов на плате.
Модули M.2 имеют прямоугольную форму, на одной из сторон карты расположен разъём (75 позиций с 67 контактными площадками с шагом в 0,5 мм). На противоположной от разъёма стороне находится полукруглая выемка для фиксации винтом. Каждый контакт выдерживает напряжение до 50 В и ток до 0,5 А. Разъём гарантирует как минимум 60 циклов подключения-отключения.
В стандарте M.2 допускаются модули шириной 12, 16, 22 или 30 мм и длиной 16, 26, 30, 38, 42, 60, 80 или 110 мм. Первые модули M.2 производились с шириной 22 мм и длиной 30, 42, 60, 80 и 110 мм.
| Ключ | Разрезы | Интерфейсы                                               |
| ---- | ------- | -------------------------------------------------------- |
| A    | 8-15    | PCIe ×1, USB 2.0, I2C and DP ×4                          |
| B    | 12-19   | PCIe ×2, SATA, USB 2.0 и 3.0, Звук, PCM, IUM, SSIC и I2C |
| C    | 16-23   | Резерв                                                   |
| D    | 20-27   | Резерв                                                   |
| E    | 24-31   | PCIe ×1, USB 2.0, I2C, SDIO, UART и PCM                  |
| F    | 28-35   | «Future Memory Interface» (FMI)                          |
| G    | 39-46   | «Generic» (не используется в спецификации M.2)           |
| H    | 43-50   | Резерв                                                   |
| J    | 47-54   | Резерв                                                   |
| K    | 51-58   | Резерв                                                   |
| L    | 55-62   | Резерв                                                   |
| M    | 59-66   | PCIe ×4 и SATA                                           |

| Тип | Сверху | Снизу          |
| --- | ------ | -------------- |
| S1  | 1,20   | Не допускаются |
| S2  | 1,35   | Не допускаются |
| S3  | 1,50   | Не допускаются |
| D1  | 1,20   | 1,35           |
| D2  | 1,35   | 1,35           |
| D3  | 1,50   | 1,35           |
| D4  | 1,50   | 0,70           |
| D5  | 1,50   | 1,50           |

Ключевые разрезы карты M.2 в позициях B и M; также видно наложение контактов с разных сторон модуля M.2

По краю платы M.2 располагается 75-контактный ножевой печатный разъём. Для идентификации платы, вместо части контактов этого разъёма делают ключевые вырезы. Ответная часть (слот M.2) на материнской плате имеет соответствующие заглушки, позволяющие исключить установку несовместимых плат в слот. По состоянию на апрель 2014 года слоты выполнялись с единственной заглушкой либо в позиции B, либо в позиции M. Например, модуль M.2 с двумя ключевыми разрезами B и M может использовать до двух линий PCI Express и совместим с большим количеством карт М.2. Карты M.2 с ключом в позиции M могут использовать до 4 линий PCI Express. Оба варианта — B и M — поддерживают интерфейс SATA. Сходная система ключей используется для карт M.2 с интерфейсом USB 3.0.
Типы карт M.2 маркируются кодом по схеме WWLL-HH-K-K или WWLL-HH-K, где WW и LL — размеры модуля в ширину и длину в миллиметрах. В HH кодируется, является ли модуль односторонним или двухсторонним, а также максимальная допустимая высота (толщина) размещённых на нём компонентов, например «D2». Часть K-K обозначает ключевые разрезы; если модуль использует лишь один ключ, используется одна буква K.
Наиболее популярные форм-факторы M.2 по состоянию на 2016 год: ширина 22 мм, длина 80 или 60 мм (M.2-2280 и M.2-2260), реже 42 мм. Многие ранние M.2 накопители и материнские платы использовали интерфейс SATA. Некоторые материнские платы также реализуют PCI Express. Для SSD наиболее популярны ключи B (SATA и PCIe x2) и M (SATA и PCIe x4). Для подключения карт расширения, например WiFi, используются модули размера 1630 и 2230 и ключи A или E.
Кроме сменных карт расширения, стандарт M.2 определяет вариант модулей, припаиваемых к материнской плате в процессе её изготовления.